# 안양시장
안양시장(安養市長)은 대한민국 경기도 안양시의 기초자치단체장이다. 안양시장은 지방관리관 상당에 해당하는 정무직공무원으로 보한다.

## 관선(1973. 7.~1995. 6.)
| 대수 | 시장   | 임기                             | 비고            |
| ---- | ------ | -------------------------------- | --------------- |
| 초대 | 장용순 | 1973년 7월 1일~1976년 8월 1일    | 경기도 안양시장 |
| 2대  | 민충근 | 1976년 8월 2일~1978년 8월 1일    | 경기도 안양시장 |
| 3대  | 장용순 | 1978년 8월 2일~1980년 7월 9일    | 경기도 안양시장 |
| 4대  | 한양수 | 1980년 8월 1일~1980년 11월 28일  | 경기도 안양시장 |
| 5대  | 홍영기 | 1980년 11월 29일~1981년 6월 30일 | 경기도 안양시장 |
| 6대  | 안경진 | 1981년 7월 1일~1983년 12월 26일  | 경기도 안양시장 |
| 7대  | 유석보 | 1983년 12월 27일~1985년 10월 7일 | 경기도 안양시장 |
| 8대  | 이헌원 | 1985년 10월 8일~1986년 3월 7일   | 경기도 안양시장 |
| 9대  | 김기재 | 1986년 3월 8일~1987년 12월 29일  | 경기도 안양시장 |
| 10대 | 이의근 | 1987년 12월 30일~1988년 6월 3일  | 경기도 안양시장 |
| 11대 | 이영래 | 1988년 6월 4일~1988년 12월 30일  | 경기도 안양시장 |
| 12대 | 이호선 | 1989년 1월 1일~1991년 1월 9일    | 경기도 안양시장 |
| 13대 | 전영국 | 1991년 1월 10일~1992년 1월 3일   | 경기도 안양시장 |
| 14대 | 김용선 | 1992년 1월 4일~1992년 5월 15일   | 경기도 안양시장 |
| 15대 | 한세권 | 1992년 5월 16일~1994년 9월 30일  | 경기도 안양시장 |
| 16대 | 이수영 | 1994년 10월 1일~1995년 4월 11일  | 경기도 안양시장 |
| 17대 | 백성운 | 1995년 4월 12일~1995년 6월 30일  | 경기도 안양시장 |

## 민선(1995. 7.~)
| 대수     | 시장   | 임기                              | 비고                             |
| -------- | ------ | --------------------------------- | -------------------------------- |
| 18대     | 이석용 | 1995년 7월 1일~1998년 6월 30일    | 민선1기                          |
| 19대     | 이석용 | 1998년 7월 1일~1999년 2월 1일     | 민선2기                          |
| 20대     | 신중대 | 1999년 3월 31일~2002년 6월 30일   | 민선2기. 1999년 재보궐선거 당선  |
| 21대     | 신중대 | 2002년 7월 1일~2006년 6월 30일    | 민선3기                          |
| 22대     | 신중대 | 2006년 7월 1일~2007년 10월 25일   | 민선4기                          |
| 권한대행 | 박신흥 | 2007년 10월 26일~2007년 12월 19일 | 부시장                           |
| 23대     | 이필운 | 2007년 12월 20일~2010년 6월 30일  | 민선4기. 2007년 재보궐선거 당선  |
| 24대     | 최대호 | 2010년 7월 1일~2014년 6월 30일    | 민선5기                          |
| 25대     | 이필운 | 2014년 7월 1일~2018년 6월 30일    | 민선6기                          |
| 26대     | 최대호 | 2018년 7월 1일~2022년 6월 30일    | 민선7기. 재선(※민선5기 안양시장) |
| 27대     | 최대호 | 2022년 7월 1일~                   | 민선8기, 3선                     |

## 같이 보기
- 안양시의 국회의원
  - 안양시 만안구의 국회의원
  - 안양시 동안구의 국회의원
- 안양시장 선거